# Strzegowo (Powiat Mławski)
Strzegowo (dt. Striegenau (1943–1945)) ist ein Dorf und Sitz der gleichnamigen Gemeinde im Powiat Mławski der Woiwodschaft Masowien, Polen.

## Gemeinde
Zur Landgemeinde (gmina wiejska) Strzegowo gehören 42 Ortschaften mit einem Schulzenamt (sołectwo):
Adamowo
Augustowo
Breginie
Budy Mdzewskie
Budy Sułkowskie
Budy Wolińskie
Chądzyny-Krusze
Chądzyny-Kuski
Czarnocin
Czarnocinek
Dalnia
Dąbrowa
Drogiszka
Giełczyn
Giżyn
Giżynek
Grabienice Małe
Ignacewo
Józefowo
Konotopa
Kontrewers
Kowalewko
Kuskowo
Łebki
Marysinek
Mączewo
Mdzewko
Mdzewo
Niedzbórz
Pokrytki
Prusocin
Rudowo
Rydzyn Szlachecki
Rydzyn Włościański
Strzegowo
Sułkowo Borowe
Sułkowo Polne
Syberia
Unierzyż
Unikowo
Wola Kanigowska
Zabiele
Weitere Orte der Gemeinde sind:
Aleksandrowo
Baranek
Budy Budzkie
Budy Giżyńskie
Budy Kowalewkowskie
Budy Polskie
Budy Strzegowskie
Budy-Zofijki
Drogiszka-Tartak
Gatka
Giełczynek
Grabienice Wielkie
Huta Emilia
Kozłowo
Kuskowo Kmiece
Kuskowo-Bzury
Kuskowo-Glinki
Leszczyna
Marianowo
Nowa Maryśka
Nowiny Giżyńskie
Nowopole
Parówki
Radzimowice
Smętne
Stara Maryśka
Staroguby
Sujki
Szachowo
Szymańczyki
Topolewszczyzna
Tuchowo
Wygoda
Zalesie